# Beckhausstraße (Stadtbahn di Bielefeld)
La stazione di Beckhausstraße è una stazione sotterranea della Stadtbahn di Bielefeld.

## Storia
La stazione di Beckhausstraße venne attivata il 21 settembre 1971, all'apertura della prima tratta sotterranea della Stadtbahn di Bielefeld.

## Strutture e impianti
Si tratta di una stazione sotterranea, con due binari – uno per ogni senso di marcia – serviti da due marciapiedi laterali larghi 3 m e lunghi 110 m.

## Movimento
La stazione è servita dalla linea 2.